# Mehmet Aksoy

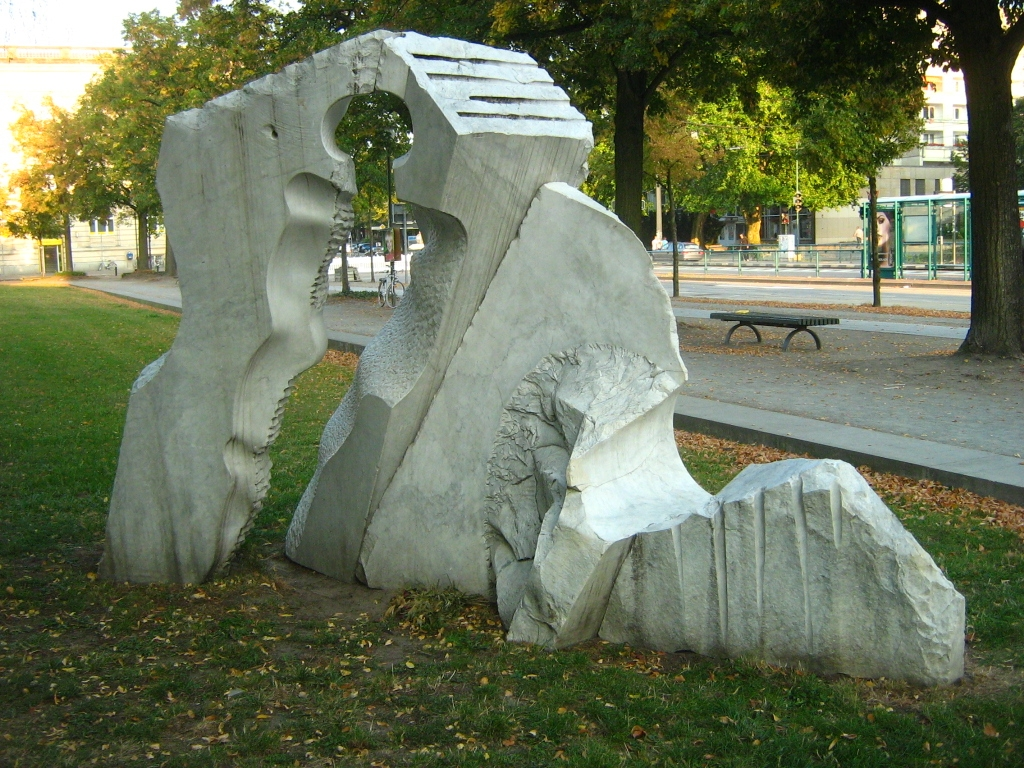
Bonner Deserteurdenkmal in Potsdam auf dem Platz der Einheit

Mehmet Aksoy (* 15. Mai 1939 in Hatay, Türkei) ist ein türkischer Bildhauer, der lange in Deutschland gelebt und gewirkt hat.
Aksoy studierte Bildhauerei in der Türkei, England, Italien und Deutschland. Ab 1972 lebte er mit kurzen Unterbrechungen bis in die 1990er Jahre in Berlin, wo er u. a. den türkischen Akademiker- und Künstlerverein gründete und leitete. Während dieser Zeit entstand unter seiner Leitung ein umfangreicher Bildband über das Leben und Werk von Nazim Hikmet, der durchgängig zweisprachig in Deutsch und Türkisch erschienen ist.
Aksoy schuf für den bundesrepublikanischen öffentlichen Raum unter anderem 1989 das Bonner und Potsdamer Denkmal für den unbekannten Deserteur und den Bereich „Menschen in der Stadt“ der Menschenlandschaft Berlin.
Aksoy, der Kunstpreise in Deutschland und der Türkei erhielt, u. a. den Sedat-Simavi-Preis für Bildende Kunst (1989), lebt derzeit überwiegend in der Türkei.
Zuletzt entstand in der ostanatolischen Stadt Kars die 35 Meter hohe und 1500 Tonnen schwere Skulptur İnsanlık Abidesi (Denkmal der Menschlichkeit), die zur Versöhnung zwischen Armeniern und Türken aufruft. Weil der Standort des Monuments aus historischen Gründen umstritten ist, wurden die Bauarbeiten unterbrochen und im Jahr 2011 von Ministerpräsident Erdoğan der Abriss des weitgehend fertiggestellten Denkmals gefordert. Der Abriss des Kunstwerks begann auf Erdoğans Anordnung Ende April 2011. Der Künstler verglich die Aktion mit der Zerstörung der Buddha-Statuen von Bamiyan durch die Taliban. Insgesamt 2000 Personen, darunter Aksoy und Künstler aus Istanbul protestierten am 23. April in Kars gegen den drohenden Abriss. Die Zerstörung der Skulptur stieß innerhalb und außerhalb der Türkei auf heftige Kritik.
Präsident Erdogan soll sich abwertend über das Denkmal der Menschlichkeit geäußert haben, worauf Aksoy Erdogan erfolgreich wegen Beleidigung verklagte. Er bekam vom Gericht 10`000 TL zugesprochen, doch er nahm das Geld nicht, mit der Begründung er würde niemals Kunst mit dreckigem Geld machen wollen. Das wiederum nahmen Türkische Staatsanwälte zum Anlass Mehmet Aksoy wegen Beleidigung des Präsidenten zu verklagen, weil sie aus seinen Worten verstanden hatten, dass er die Verdienste Erdogans als schmutzig ansah. Die Klage wurde abgewiesen.